# Melanita Island
Melanita Island (englisch; bulgarisch остров Меланита ostrow Melanita) ist eine felsige, in südwest-nordöstlicher Ausrichtung 780 m lange und 400 m breite Insel im Palmer-Archipel vor der Westküste der Antarktischen Halbinsel. Sie liegt 0,27 km nordwestlich von Spert Island, 3 km nordwestlich des Bulnes Point und 6,15 km westsüdwestlich des Romero Point vor der Südwestseite von Trinity Island.
Britische Wissenschaftler kartierten sie 1978. Die bulgarische Kommission für Antarktische Geographische Namen benannte sie 2018 nach dem Trawler Melanita, der von den 1970er bis in die frühen 1990er Jahre für den industriellen Fischfang in den Gewässern um Südgeorgien, den Kerguelen, den Südlichen Orkneyinseln, den Südlichen Shetlandinseln und an der Antarktischen Halbinsel im Einsatz war.